# Patrick Mayhew
Patrick Barnabas Burke Mayhew, Baron Mayhew of Twysden PC DL (* 11. September 1929 in Cookham, Berkshire; † 25. Juni 2016) war ein britischer Jurist und Politiker der Conservative Party, der sowohl Solicitor General als auch Attorney General war und zwischen 1992 und 1997 das Amt des Nordirland-Ministers im Kabinett von Premierminister John Major bekleidete.

## Leben

### Rechtsanwalt und Unterhausabgeordneter
Nach dem Besuch der Turnbridge School studierte Mayhew Rechtswissenschaften am Balliol College der University of Oxford und war nach Ableistung seines Militärdienstes beim 4. und 7. Regiment der Royal Scots Dragoon Guards und der anwaltlichen Zulassung bei der Anwaltskammer von Middle Temple als Barrister tätig und wurde 1972 zum Kronanwalt (Queen’s Counsel) ernannt. Zeitweise war er auch Mitglied des Generalrates der Allenglischen Rechtsanwaltskammer.
Nachdem er sich bei den Unterhauswahlen 1970 ohne Erfolg im Wahlkreis Camberwell-Dulwich um ein Mandat im House of Commons beworben hatte, wurde er bei den Unterhauswahlen vom 28. Februar 1974 erstmals als Kandidat der Conservative Party in das House of Commons gewählt und vertrat dort bis zum 1. Mai 1997 den Wahlkreis Royal Tunbridge Wells beziehungsweise seit den Unterhauswahlen vom 9. Juni 1983 den in Tunbridge Wells umbenannten Wahlkreis.

### Aufstieg zum Nordirlandminister
1979 übernahm er sein erstes Regierungsamt als „Juniorminister“ nachdem er zum Parlamentarischen Unterstaatssekretär im Beschäftigungsministerium ernannt wurde und war danach zwischen 1981 und 1983 Staatsminister im Home Office, dem britischen Innenministerium. 1983 erfolgte seine Berufung zum Solicitor General und empfing zugleich seine Ernennung zum Knight Bachelor sowie damit verbunden den Namenszusatz „Sir“. Im Anschluss wurde er 1987 Attorney General und übte dieses Amt bis 1992 aus.
Im Rahmen einer Kabinettsumbildung berief ihn Premierminister John Major am 10. April 1992 zum Nordirlandminister (Secretary of State for Northern Ireland) und damit zum Nachfolger von Peter Brooke. Dieses Amt bekleidete er bis zum Ende von Majors Amtszeit aufgrund der Wahlniederlage der Tories bei den Unterhauswahlen vom 1. Mai 1997. Als Nordirlandminister bemühte er sich fest entschlossen um einen Ausgleich zwischen den Interessen den unionistischen und nationalistischen Interessen zur Lösung des Nordirlandkonflikts. Mit seiner mehr als fünfjährigen Amtszeit ist Mayhew bis heute der Nordirlandminister mit der längsten Amtszeit seit Schaffung des Amtes im März 1972.

### Mitglied des Oberhauses
Nach seinem Ausscheiden aus dem Unterhaus wurde er 1997 als Life Peer mit dem Titel eines Baron Mayhew of Twysden, of Kilndown in the County of Kent in den erblichen Adelsstand erhoben und gehört seither dem House of Lords an. Während seiner dortigen Mitgliedschaft war er zwischen 1998 und 2006 Mitglied der Exekutive der Vereinigung konservativer Peers.
Daneben engagiert er sich seit 1997 als Präsident des West Kent College of Further Education und war zwischen 1999 und 2007 auch Präsident der National Fruit Show. Des Weiteren war er zwischen 1999 und 2008 Vorsitzender des Beratungskomitees des Premierministers bei Geschäftsterminen und zwischen 2000 und 2009 Präsident des Rates der Pfadfinder von Kent sowie von 2000 bis 2007 Vorsitzender des Rates der Kathedrale von Rochester.
2001 wurde er darüber hinaus zum Deputy Lieutenant (DL) von Kent ernannt und engagiert sich außerdem in weiteren Funktionen für die traditionelle Grafschaft Kent wie zum Beispiel als Direktor von Support Kent Schools Ltd, einem 1998 gegründeten Unternehmen zur Unterstützung und Förderung von Bildungsstandards an Schulen in Kent und als Kent Ambassadsor zur Förderung der Interessen der Grafschaft.
Am 1. Juni 2015 trat Mayhew gemäß den Regelungen des House of Lords Reform Act 2014 freiwillig in den Ruhestand und schied aus dem House of Lords aus.